# 伊藤智仁
伊藤 智仁（いとう ともひと、1970年10月30日 - ）は、京都府京都市中京区出身の元プロ野球選手（投手、右投右打）、コーチ、監督。現在は東京ヤクルトスワローズ投手コーディネーターコーチ。
バルセロナオリンピック野球の銅メダリスト。

## 来歴・人物

### プロ入り前
子供の頃から読売ジャイアンツのファンで、子供の頃年1で連れて行ってもらう甲子園の巨人戦が楽しみだった。
京都市立中京中学校から花園高に進学。花園高校の1987年秋季近畿大会に進むが、1回戦で元木大介、種田仁らのいた上宮高に敗退。卒業後は地元の三菱自動車京都に入社。
1991年から2年連続で都市対抗に出場。
1992年のバルセロナオリンピック野球日本代表に選出され、1大会27奪三振のギネス記録を作る。アメリカとの3位決定戦でも先発し、日本の銅メダル獲得に貢献した。対戦したアメリカの首脳陣から、「今すぐ米国に連れ帰りたい」、「メジャーでもエースになれる逸材」と絶賛された。
同年のドラフト会議ではヤクルトスワローズ、広島東洋カープ、オリックス・ブルーウェーブの3球団が1位指名、抽選の結果ヤクルトが交渉権を獲得し入団契約を交わす。ちなみに、当初は松井秀喜を一位指名する予定だったが、スカウト会議の際野村が伊藤の獲得を強く希望し指名に至った。野村とスカウト陣は松井か伊藤のどちらかを指名するのか揉めたという（逆に巨人も松井と伊藤のどちらかで揉めたという）。入団時の背番号は20。同音異字の苗字の投手である伊東昭光と区別するため、背ネーム表記は「T.ITOH」となった。

### 現役時代
1993年、春季キャンプから即戦力として期待されたが、オープン戦では5試合を防御率5.00と結果を残せず、開幕を二軍で迎えることとなった。4月10日のイースタン・リーグ開幕戦（高知・春野）では同年ドラフト1位で巨人入りした松井秀喜から本塁打を打たれて敗戦投手。一軍昇格後の4月20日の対阪神タイガース戦で一軍初先発で初登板し7回を10奪三振2失点で勝利投手となる。150km/hを超えるストレートと真横に滑るような高速スライダーを武器に投球回を上回る三振を奪い、前半戦だけで7勝2敗・防御率0.91の成績を挙げる。6月9日の石川県立野球場での対巨人戦では8回まで無失点、更にセ・リーグタイ記録である16奪三振を挙げるが、0-0で迎えた9回裏の二死から篠塚和典にソロ本塁打を打たれサヨナラ負けを喫する。ベンチに引き上げる際、あまりの悔しさに自軍ベンチに向かって自分のグラブを投げ感情を露にした。この日は調子が悪く、5回あたりで既にバテていたことを後のインタビューで明かしている。なお「負け試合における」1試合16奪三振はこのケースが初めてである。
7月4日の登板を最後に戦線離脱。シーズン終了まで復帰することはなかったが、新人王を受賞。規定投球回には届かなかったが、防御率0点台の新人王は伊藤と栗林良吏（広島、2021年）のみ。当時、伊藤は中5日ローテーションで投げていた上に1回の登板ごとに150球以上、2か月半で全投球数1733球を費やすという登板過多であったため、野村克也監督は後年本人に直接謝罪している。
1994年、春季キャンプでブルペン入りをした矢先、肩に激痛が走った。その後帰国して病院で診断された結果、開幕は絶望であることが判明した。手術とリハビリのため一軍登板は無かった。
1995年もリハビリに明け暮れた。
1996年5月19日の巨人戦（東京ドーム）で1050日ぶりに一軍登板を果たした。この年は全て救援で14試合に登板したが、7月28日の登板を最後に二軍落ちし、その後の一軍登板はなかった。
1997年は抑えの高津臣吾が不調に陥ったため一時的に代理を務めた。7勝2敗19セーブを記録しカムバック賞を受賞し、復活を果たした。
1998年2年連続で2桁勝利を挙げていた吉井理人がフリーエージェントでメジャー移籍するも、野村監督は吉井の穴は伊藤が埋めると話し、再び先発に転向する。開幕からローテーションに入ったものの、途中から中継ぎに戻り再び先発に戻る。最終的に6勝11敗と負け越すが初めて規定投球回数をクリアし、リーグ3位の防御率2.72を記録する。
1999年から背番号を21に変更。登板回数は少ないものの先発ローテーションに入り2年連続自己最多の8勝を挙げるが、肘痛・肩痛は癒えておらず同年オフに2度目の右肩の手術を受けている。
2000年もほぼ前年と同じ登板数だったが、8勝7敗・防御率3.14とやや成績を落とした。
2001年に肘痛・肩痛が再発、チームはリーグ優勝・日本一になるも本人は1試合の登板に終わる。オフに3度目となる右肩の手術を受ける。
2002年の秋季コスモスリーグに登板するも9球目に右肩を亜脱臼しリハビリに残りシーズンを費やす。同年オフに球団から引退勧告とヤクルト本社への入社を勧められるが現役続行を志願、過去最大となる88%減の年俸で契約した。
2003年10月25日、秋季コスモスリーグの対巨人戦に登板し、打者3人を相手に内野ゴロ・四球・四球という投球内容で降板。最速は僅か109km/hだった。晩年は肩の疲労の少ないナックルボーラーとして再起を目指し、最後の試合は全てナックルを投げていたという。10月29日、球団の引退勧告を受け現役引退を表明。

### 現役引退後
2004年からヤクルトの二軍投手コーチに就任、背番号は84。
2008年に荒木大輔と共に一軍投手コーチに就任。2014年からは投手コーチに就任した高津臣吾と共に投手陣を指導した。
2017年はベンチを担当したが、チーム防御率はリーグワーストの4.21と低迷し、同年シーズン終了後退団を申し入れ、受理された。

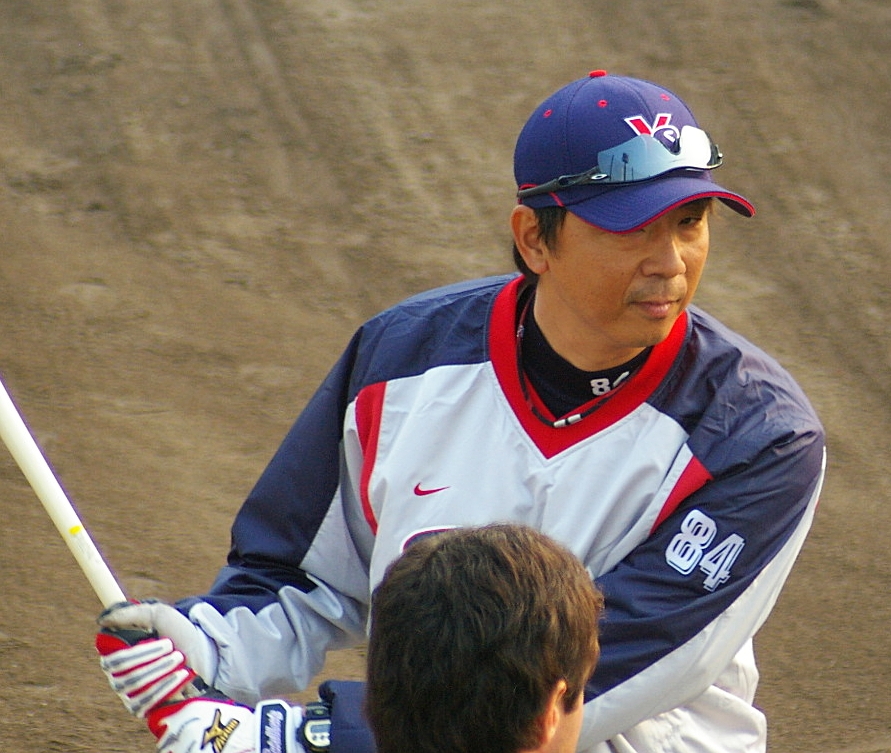
ヤクルトコーチ時代
2010年11月8日（松山中央公園サブ野球場）

2017年12月1日、翌シーズンよりベースボール・チャレンジ・リーグの富山GRNサンダーバーズ監督に就任することが発表された。背番号はヤクルトコーチ時代と変わらず84。
2018年4月13日、ホーム開幕戦で滋賀ユナイテッドを3-0で下し監督初勝利を挙げた。試合は元広島のデュアンテ・ヒースら4投手の継投によるノーヒットノーランリレーだった。6月2日の試合前には元巨人の篠塚和典をゲストに招いた「1打席対決」のイベントが企画され25年越しの再戦が実現した。結果は伊藤の5球目を篠塚がレフト前へ流し打ち篠塚に軍配が上がった。このシーズンは西地区の後期優勝を達成したが、地区チャンピオンシップで前期優勝の福井ミラクルエレファンツに敗退した。また、この年のプロ野球ドラフト会議では富山から湯浅京己（阪神タイガース6位）と海老原一佳（北海道日本ハムファイターズ育成1位）の2人の指名者を輩出し、古村徹の横浜DeNAベイスターズ復帰もあった。
2018年11月1日付で、東北楽天ゴールデンイーグルス一軍投手チーフコーチに就任した。背番号は変わらず84。
2020年1月、長谷川晶一の『幸運な男 伊藤智仁 悲運のエースの幸福な人生』を原案とする、自身の半生を描いた漫画『高速スライダー　幸運な男・伊藤智仁』（作画: 渡辺保裕）が発売された。
2020年はチーム防御率がリーグ5位の4.19。継投ミスで終盤に失点する試合が多く、32回の逆転負けはリーグワーストだった。シーズン終了後の11月12日にコーチ契約満了に伴い、退団した。
2020年11月25日、2021年シーズンよりヤクルト一軍投手コーチに就任することが発表された。背番号は89。また、近藤弘樹が楽天から戦力外通告を受けた際、ヤクルト球団に近藤の獲得を進言した。
2021年、前年チーム防御率4.61を3.48に大幅に改善し、6年ぶりのリーグ優勝・日本一に貢献した。
2022年はチームの連覇に貢献。
2023年はチーム防御率はリーグ最下位の3.66で1点差での敗戦が30試合を記録した。
2025年からは新設される投手コーディネーターに就任する。主に、投手部門の全般を統括する。

## 選手としての特徴
可動域の広い右肩と、大きく反り返ることの出来る右肘ゆえに投じることが出来た高速スライダーはプロ野球史上最高とも評される。その他にも150km/hを超えるストレートも武器だった。野村監督はカーブにも注目していた。変化球は高速スライダーの他にフォーク、カーブ、カットボール、縦に落ちるスライダーを投げていた。1997年5月23日の復帰登板である巨人戦では150km/hオーバーのストレートと高速スライダーを遺憾無く発揮し、解説者をして「打てる球が無い」と言わしめた。八重樫幸雄は伊藤の投げる球を捕球した際、命の危険を感じたという。投球フォームも美しく、野村監督からは「投球美人」と評された。

### 高速スライダー
伊藤の代名詞とも言える変化球。社会人時代の先輩から教わったという。そのボールで数多の強打者達を手玉にとり苦しめた。平均して80センチほどスライドし、調子の良い時は1メートル曲がったという。その鋭く横に曲がる変化は、大谷翔平が投げたことで注目を集めた球種「スイーパー」の先駆けだったとも言われている。
当時ヤクルトの正捕手だった古田敦也は、「最初のうちは捕れなかった」、「打者だったらぜったいに打てない」、「自分が知っているなかで球界最高の投手を挙げろと言われれば、僕は迷わず伊藤智仁と答える」と評している。

## 野村克也とのエピソード
野村は「稲尾和久か伊藤智仁。こういうのを天才って言うんだよ。プロ野球史上最高の投手」と評価しており、野村は監督退任後に「積極的に登板させたことによって彼の選手生命を縮めてしまった。申し訳なく思っている。」とコメントしたが、伊藤自身は「当時の主戦投手は200球近く投げていた。僕も198球を投げたことがある。先発は白黒つくまで投げようという時代。野村克也監督を恨むことなんてないです。むしろチャンスをもらえた。気にもかけてくれた」と語っている。

## 詳細情報

### 年度別投手成績
| 年 度     | 球 団     | 登 板 | 先 発 | 完 投 | 完 封 | 無 四 球 | 勝 利 | 敗 戦 | セ 丨 ブ | ホ 丨 ル ド | 勝 率 | 打 者 | 投 球 回 | 被 安 打 | 被 本 塁 打 | 与 四 球 | 敬 遠 | 与 死 球 | 奪 三 振 | 暴 投 | ボ 丨 ク | 失 点 | 自 責 点 | 防 御 率 | W H I P |
| --------- | --------- | ----- | ----- | ----- | ----- | -------- | ----- | ----- | -------- | ----------- | ----- | ----- | -------- | -------- | ----------- | -------- | ----- | -------- | -------- | ----- | -------- | ----- | -------- | -------- | ------- |
| 1993      | ヤクルト  | 14    | 12    | 5     | 4     | 0        | 7     | 2     | 0        | --          | .778  | 426   | 109.0    | 70       | 3           | 35       | 1     | 2        | 126      | 5     | 0        | 11    | 11       | 0.91     | 0.96    |
| 1996      | ヤクルト  | 14    | 0     | 0     | 0     | 0        | 1     | 2     | 3        | --          | .333  | 77    | 15.0     | 16       | 3           | 14       | 1     | 3        | 15       | 1     | 0        | 9     | 9        | 5.40     | 2.00    |
| 1997      | ヤクルト  | 34    | 0     | 0     | 0     | 0        | 7     | 2     | 19       | --          | .778  | 172   | 47.2     | 23       | 3           | 10       | 3     | 1        | 53       | 0     | 0        | 8     | 8        | 1.51     | 0.69    |
| 1998      | ヤクルト  | 29    | 22    | 6     | 1     | 0        | 6     | 11    | 3        | --          | .353  | 648   | 158.2    | 114      | 14          | 57       | 3     | 9        | 154      | 8     | 3        | 53    | 48       | 2.72     | 1.08    |
| 1999      | ヤクルト  | 17    | 17    | 2     | 1     | 1        | 8     | 3     | 0        | --          | .727  | 455   | 114.2    | 92       | 6           | 30       | 0     | 6        | 91       | 4     | 0        | 31    | 29       | 2.28     | 1.06    |
| 2000      | ヤクルト  | 18    | 18    | 2     | 1     | 1        | 8     | 7     | 0        | --          | .533  | 449   | 109.0    | 102      | 10          | 30       | 1     | 2        | 107      | 6     | 0        | 38    | 38       | 3.14     | 1.21    |
| 2001      | ヤクルト  | 1     | 1     | 0     | 0     | 0        | 0     | 0     | 0        | --          | ----  | 15    | 4.0      | 4        | 0           | 0        | 0     | 0        | 2        | 0     | 0        | 0     | 0        | 0.00     | 1.00    |
| 通算：7年 | 通算：7年 | 127   | 70    | 15    | 7     | 2        | 37    | 27    | 25       | --          | .578  | 2242  | 558.0    | 421      | 39          | 176      | 9     | 23       | 548      | 24    | 3        | 150   | 143      | 2.31     | 1.07    |

- 各年度の太字はリーグ最高

### 表彰
- 新人王（1993年）
- カムバック賞（1997年）
- 月間MVP：1回（投手部門：1993年6月）
- JA全農Go・Go賞：1回（最多奪三振賞：1993年5月）

### 記録
初記録
- 初登板・初先発・初勝利：1993年4月20日、対阪神タイガース4回戦（明治神宮野球場）、7回2失点
- 初奪三振：同上、1回表にトーマス・オマリーから
- 初完投勝利・初完封勝利：1993年6月3日、対阪神タイガース7回戦（阪神甲子園球場）
- 初セーブ：1996年5月29日、対読売ジャイアンツ10回戦（明治神宮野球場）、9回表一死に救援登板・完了、2/3回無失点

その他の記録
負け試合における1試合最多奪三振：16（1993年6月9日、対読売ジャイアンツ11回戦〈石川県立野球場〉）、9回裏二死に篠塚和典からサヨナラ本塁打を打たれ敗戦投手

### 背番号
- 20（1993年 - 1998年）
- 21（1999年 - 2003年）
- 84（2004年 - 2020年）
- 89（2021年[33] - ）

## 関連情報

### 関連書籍
- 『幸運な男 伊藤智仁 悲運のエースの幸福な人生』（長谷川晶一著、インプレス、2017年11月、ISBN 4295002429）
- 『高速スライダー 幸運な男・伊藤智仁』(原案:長谷川晶一、作画: 渡辺保裕、インプレス、2020年1月、ISBN 9784295008224)